# The Kinks
The Kinks (krajše Kinks) so bili britanska blues in rock glasbena skupina iz Londona, aktivna v 1964. V ZDA so kategorizirani kot ena najvplivnejših skupin »britanske invazije«.

## Diskografija
- Kinks (1964)
- Kinda Kinks (1965)
- The Kink Kontroversy (1965)
- Face to Face (1966)
- Something Else by the Kinks (1967)
- The Kinks Are the Village Green Preservation Society (1968)
- Arthur (Or the Decline and Fall of the British Empire) (1969)
- Lola Versus Powerman and the Moneygoround, Part One (1970)
- Percy (1971)
- Muswell Hillbillies (1971)
- Everybody's in Show-Biz (1972)
- Preservation Act 1 (1973)
- Preservation Act 2 (1974)
- Soap Opera (1975)
- Schoolboys in Disgrace (1975)
- Sleepwalker (1977)
- Misfits (1978)
- Low Budget (1979)
- Give the People What They Want (1981)
- State of Confusion (1983)
- Word of Mouth (1984)
- Think Visual (1986)
- UK Jive (1989)
- Phobia (1993)